# Czaramchowa
Czaramchowa (biał. Чарамхова, ros. Черемхово, Czeriemchowo) – wieś na Białorusi, w obwodzie witebskim, w rejonie szarkowszczyńskim, w sielsowiecie Hermanowicze. W 2019 liczyła 40 mieszkańców.